# Фогтштедт
Фогтштедт (нем. Voigtstedt) — община в Германии, в земле Тюрингия. 
Входит в состав района Кифхойзер. Подчиняется управлению Миттельцентрум-Артерн.  Население составляет 958 человек (на 31 декабря 2010 года). Занимает площадь 11,44 км².